# Kamasettihalli, Chik Ballapur
Kamasettihalli là một làng thuộc tehsil Chik Ballapur, huyện Kolar, bang Karnataka, Ấn Độ.